# 피부 긴장도
피부 긴장도 또는 피부 팽압(skin turgor)은 피부의 탄력성이며, 체내 수분량에 따라 달라지기 때문에 탈수를 판단하는 데에 쓰일 수 있는 임상적 소견이다. 피부를 꼬집고 몇 초 간 잡아 당긴 뒤 놓았을 때 제자리로 돌아가지 않는 경우 피부 긴장도가 감소하였다고 판단할 수 있으며, 이는 탈수 말기의 소견이다. 피부 긴장도 검사는 주로 팔이나 배의 피부에 시행한다. 비침습적이고 통증이 없으며, 간단하게 시행할 수 있다는 장점이 있으나 정확성이 떨어진다는 단점이 있어 다른 검사를 추가로 시행해야 할 수도 있다. 특히 65세 이상 노인의 경우 나이가 들면서 자연스럽게 피부의 탄력이 떨어지기 때문에 피부 긴장도를 통해 탈수를 판단하기 어려울 수 있다. 피부 긴장도는 탈수로 인해 감소하므로 구토, 설사, 일사병, 저혈량증, 당뇨병 등 탈수를 일으키는 원인은 모두 피부 긴장도를 감소시킬 수 있다.